# Fancy (nave)
La Fancy era una fregata da 46 cannoni comandata dal pirata Henry Every tra il maggio 1694 e la fine del 1695.

## Storia
La Fancy era inizialmente una nave corsara spagnola da 46 cannoni chiamata Carlo II (in onore di Carlo II di Spagna), comandata dal capitano Gibson, ed era ancorata a La Coruña, in Spagna. Il 7 maggio 1694 Henry Every e alcuni altri cospiratori organizzarono e portarono a termine con successo un ammutinamento e, sbarcato il capitano Gibson, lasciarono La Coruña per dirigersi a Capo di Buona Speranza. In questo momento la nave Carlo II fu ribattezzata Fancy.
All'arrivo a Capo di Buona Speranza Every salpò per l'isola di Johanna (Anjouan) nelle Isole Comore, dove fece carenare Fancy, rimuovendo cirripedi ed alghe dalla sezione dello scafo che era permanentemente sott'acqua, aumentandone la velocità. La nave venne anche smantellata da Every, il quale rimosse intenzionalmente parti della sovrastruttura per aumentarne la rapidità. In seguito a questo lavoro la Fancy divenne una delle navi più veloci attive nell'Oceano Indiano, e Every la utilizzò per attaccare e saccheggiare una nave pirata francese, della quale reclutò circa 40 membri che si aggiunsero ai suoi uomini arrivando a un totale di circa 150.
Every continuò la sua attività nell'Oceano Indiano, dove lavorò al fianco di altri famosi pirati del suo tempo, tra cui Thomas Tew. La più notevole delle sue catture fu Ganj-i-Sawai, una nave Mughal al comando di Ibrahim Khan ai tempi dell'imperatore Aurangzeb. Essendo la Ganj-i-Sawai molto temibile per via dei suoi 62 cannoni e delle 400-500 guardie armate di moschetto, la vittoria di Every non va sottovalutata. Un ruolo decisivo lo ebbe il fuoco sparato dai fortunosi cannoni di Fancy: la prima salva fece esplodere un cannone a bordo della Ganj-i-Sawai, uccidendo un cospicuo numero di artiglieri. Every si ritirò quando l'equipaggio tornò a Nassau nell'aprile 1696, alle Bahamas.
Sebbene il destino di Fancy sia sconosciuto, si vociferava che Every l'avesse data al governatore di Nassau Trott come tangente. Esistono prove documentate a sostegno del fatto che Fancy si fosse arenata a New Providence e che Trott l'avesse spogliata delle armi e di tutto ciò che fosse di valore.

### Annotazioni
1. ↑  James Houblon era un ricco commerciante che sperava di rinvigorire la stagnante economia inglese, mettendo insieme un'ambiziosa impresa nota come Spanish Expedition Shipping. L'impresa consisteva in quattro navi da guerra: Seventh Son, Dove (di cui il famoso navigatore William Dampier era secondo ufficiale), James e Carlo II (a volte erroneamente indicata come Duke).
2. ↑  Il carenaggio è l'operazione utile a pulire la carena. carenaggio, su treccani.it.

### Fonti
1. 1 2 3 4 5  Fox, p. 109.